# Diocesi di Ipepa
La diocesi di Ipepa (in latino Dioecesis Hypaepena) è una sede soppressa del patriarcato di Costantinopoli e una sede titolare della Chiesa cattolica.

## Storia
Ipepa, identificabile con Tapay (Dobköy) nel distretto di Ödemiş in  Turchia, è un'antica sede episcopale della provincia romana di Asia nella diocesi civile omonima. Faceva parte del patriarcato di Costantinopoli ed era suffraganea dell'arcidiocesi di Efeso.
La diocesi è documentata nelle Notitiae Episcopatuum del patriarcato di Costantinopoli fino al XIII secolo.
Il primo vescovo conosciuto di questa antica diocesi è Mitre, che prese parte al primo concilio ecumenico celebrato a Nicea nel 325. Segue Euporo che partecipò al concilio di Efeso nel 431. Giuliano intervenne al cosiddetto "brigantaggio" di Efeso del 449, durante il quale fece parte della delegazione inviata dai padri conciliari per convincere i legati pontifici, Giulio di Pozzuoli e il diacono romano Ilario, ad intervenire al concilio. Lo stesso Giuliano fu tra i padri del concilio di Calcedonia nel 451.
Sul finire del VII secolo la sede di Ipepa fu occupata dal vescovo Antonio, che assistette al terzo concilio di Costantinopoli nel 680 e al cosiddetto concilio in Trullo del 692. Teofilatto fu tra i padri del secondo concilio di Nicea nel 787. Gregorio partecipò al concilio di Costantinopoli dell'879-880 che riabilitò il patriarca Fozio di Costantinopoli.
La sigillografia ha restituito i nomi dei vescovi Andrea e Nicola, i cui sigilli episcopali sono datati alla prima metà dell'XI secolo; e Costantino, attribuito all'XI secolo.
Per il XII secolo abbiamo il vescovo Leone, che prese parte al sinodo celebrato ad Efeso nel 1167. Come attestato da alcune Notitiae Episcopatuum, all'epoca dell'imperatore Isacco II Angelo (1185-1195) alcune sedi del patriarcato vennero elevate al rango di sedi metropolitane. Tra queste anche la diocesi di Ipepa; ne da testimonianza la scoperta nell'isola di Chio di un'icona con la dedica a Stefano, metropolita e hypertimos di Ipepa. Questa promozione fu tuttavia effimera; infatti nei concili efesini del 1216 e del 1230, ai quali presero parte Giovanni e Michele, Ipepa risulta essere ancora una semplice diocesi. Questi sono anche gli ultimi due vescovi noti di Ipepa, la cui sede scomparve quando la regione fu conquistata dai Turchi.
Dal XIX secolo Ipepa è annoverata tra le sedi vescovili titolari della Chiesa cattolica; la sede è vacante dal 31 luglio 1974.

## Cronotassi

### Vescovi greci
- Mitre † (menzionato nel 325)
- Euporo † (menzionato nel 431)
- Giuliano † (prima del 449 - dopo il 451)
- Antonio † (prima del 680 - dopo il 692)
- Teofilatto † (menzionato nel 787)
- Gregorio † (menzionato nell'879)
- Andrea † (inizio dell'XI secolo)
- Nicola † (prima metà dell'XI secolo)
- Costantino † (XI secolo)
- Leone † (menzionato nel 1167)[15]
- Stefano † (fine del XII secolo)
- Giovanni † (menzionato nel 1216)
- Michele † (menzionato nel 1230)

### Vescovi titolari
- Edward Gilpin Bagshawe, C.O. † (27 gennaio 1902 - 17 gennaio 1904 nominato arcivescovo titolare di Seleucia di Isauria)[16]
- Augustin Henninghaus, S.V.D. † (7 agosto 1904 - 20 luglio 1939 deceduto)[17]
- Raymond Aloysius Lane, M.M. † (13 febbraio 1940 - 31 luglio 1974 deceduto)[18]